# Evelyn Greenleaf Sutherland

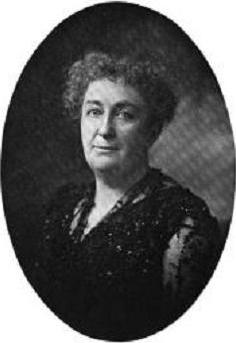
Evelyn Greenleaf Sutherland (1904 oder früher)

Evelyn Greenleaf Sutherland (* 15. September 1855 in Cambridge, Massachusetts; † 24. Dezember 1908 in Boston, Massachusetts) war eine US-amerikanische Journalistin und Schriftstellerin.

## Leben
Sutherland war eine Tochter des Kaufmanns James Baker und dessen Ehefrau Rachel Greenleaf. Den ersten Teil ihrer Schulzeit absolvierte sie in ihrer Heimatstadt, später besuchte sie ein Mädchenpensionat in Genf (Schweiz). Ihre ersten literarischen Versuche datieren bereits aus dieser Zeit. Ihr Essay „What is a Gentleman?“  wurde in einer der ersten Ausgaben der Zeitschrift St. Nicholas Magazine veröffentlicht und auch prämiert.
Mit nahezu 24 Jahren heiratete Sutherland am 10. März 1879 ihren Jugendfreund, den Arzt John Preston Sutherland. die darauffolgenden zehn Jahre wirkte sie als Journalistin (meistenteils als Theater- und Kunstkritikerin) für verschiedene Zeitungen und Zeitschriften in Boston und Umgebung. Als ihr eigenes literarisches Schaffen vom Publikum wie auch von der offiziellen Kritik wohlwollend aufgenommen wurde, gab sie ihren Beruf auf und widmete sich ab 1890 nur noch dem Schreiben.
Mit 53 Jahren starb Sutherland an den Verbrennungen, die sie sich zu Hause bei einem Unfall mit einem Gasofen zugezogen hatte.

## Rezeption
Unter dem Pseudonym Dorothy Lundt erschienen ab 1890 eine Reihe von kleineren Theaterstücken, welche alle inszeniert wurden und meist auch sehr erfolgreich waren. Beeinflusst durch ihr Elternhaus thematisierte sie dabei oft die Sklaverei bzw. deren Abschaffung. Für einige ihrer Stücke  konnte sie sich der Mitarbeit bekannter Schriftsteller-Kollegen versichern:

„The Story of Fort Frayne“ entstand in Zusammenarbeit mit General Charles King und beim Theaterstück „Monsieur Beaucaire“ half ihr der Autor der literarischen Vorlage, Booth Tarkington, seinen gleichnamigen Roman zu dramatisieren. Einige Stücke entstanden auch in Co-Produktion mit ihrer Freundin und Kollegin Beulah Marie Dix.

## Werke (Auswahl)
- At the barricade. An episode of the Commune of 1871.
- Drifting. Comedy in 1 act. 1892 (zusammen mit Emma Sheridan Fry).
- In office hours and other sketches for vaudeville or private acting. Baker, Boston, Mass. 1900 (Inhalt: In office hours, A quilting party in the Thirties, In Aunt Chloe’s cabin und The story of a famous wedding)
- Monsieur Beaucaire. 1901.
- Po' white Trash and other one-act-plays. Core Collection Books, Great Neck, N.Y. 1977 (Nachdr. d. Ausg. New York 1900).
- The road to yesterday. 1906.
- Rose o'Plymouth Town. 1902.